# Kvinnohistoriskt museum

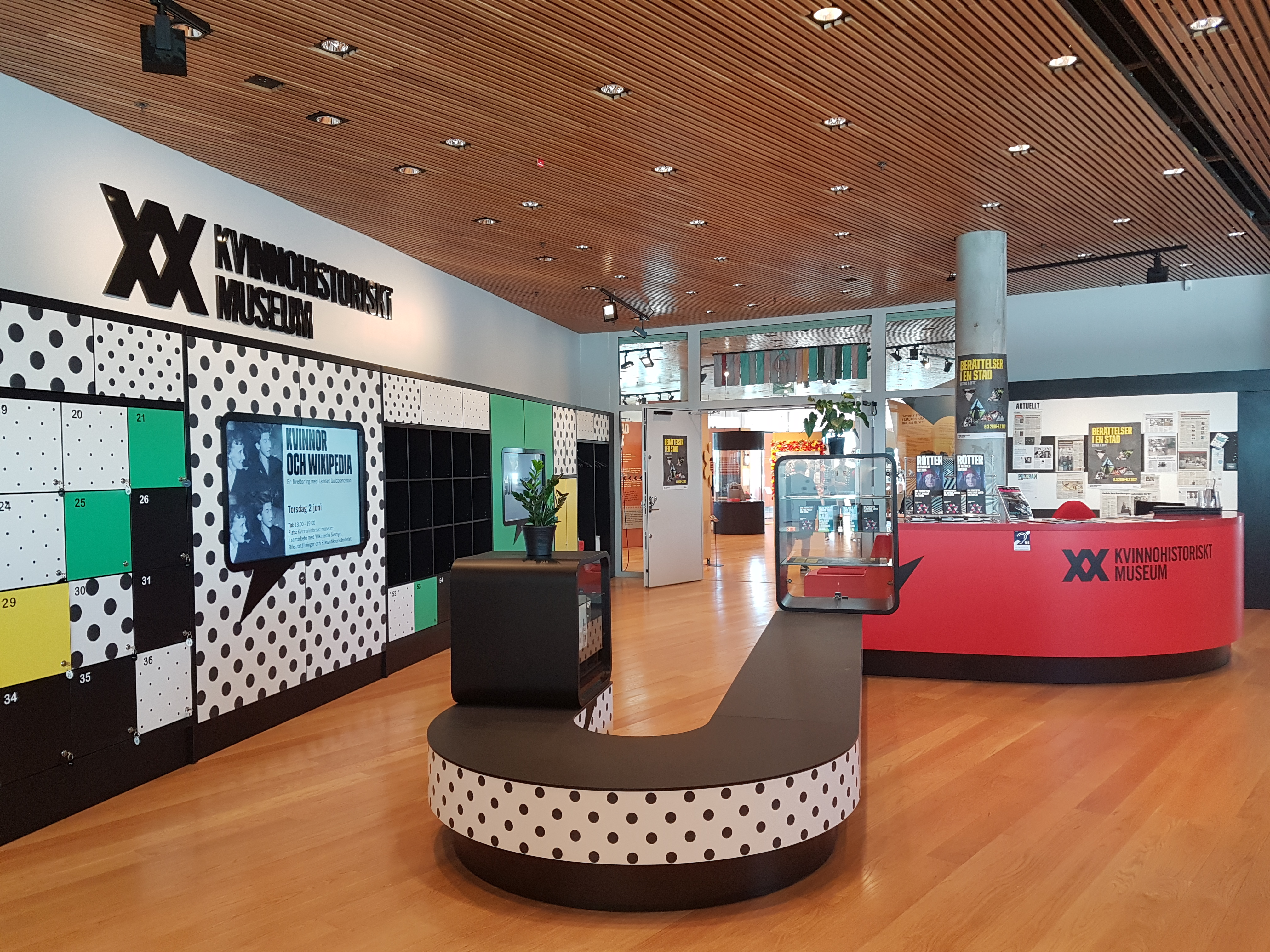
Kvinnohistoriskt museum

Das Kvinnohistoriskt museum ist ein kommunales Museum zur Frauengeschichte in Umeå in der schwedischen Provinz Västerbottens län.

## Das Museum

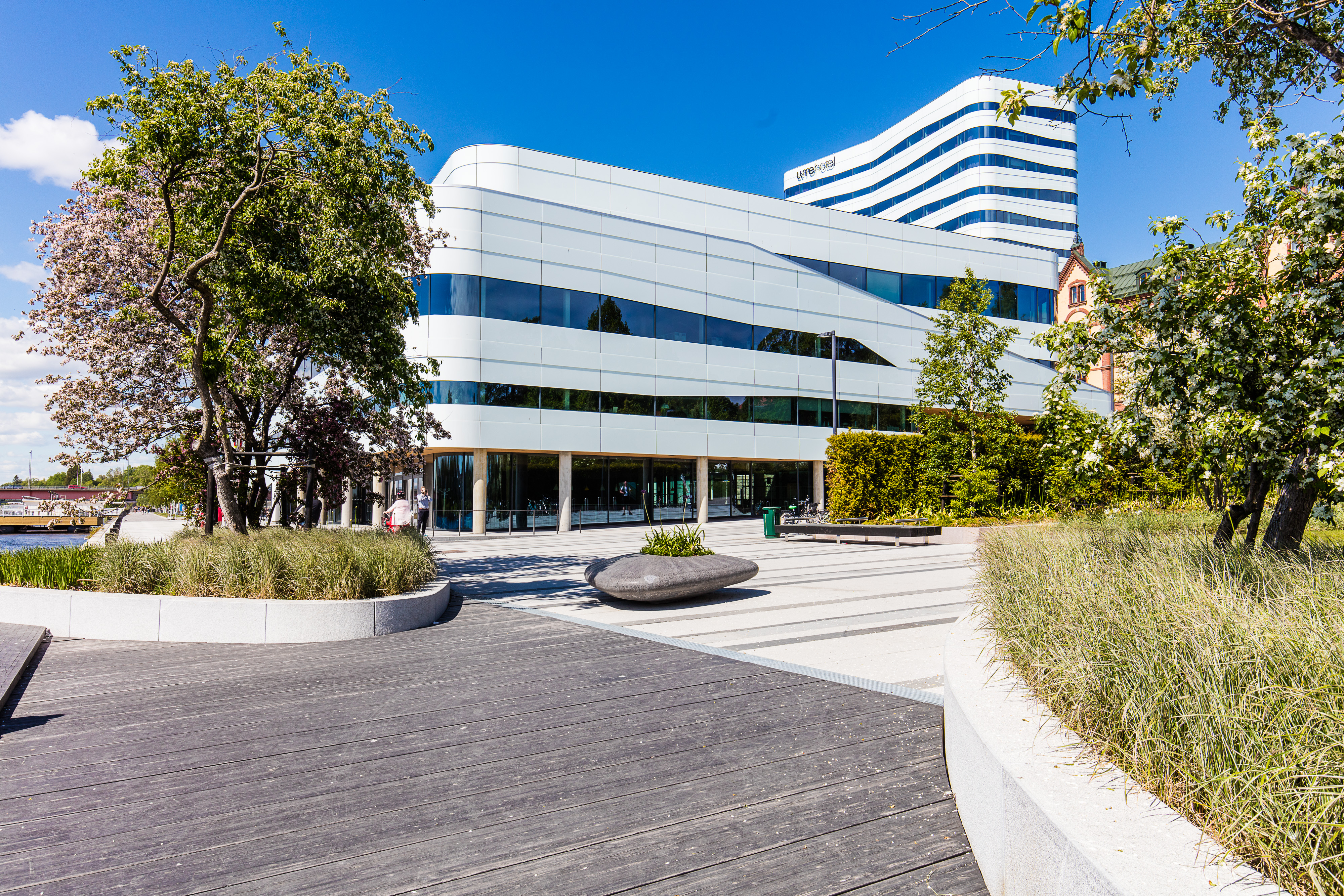
Kulturzentrum Väven

Der Stadtrat von Umeå beschloss im November 2010 auf Antrag der Kommunalrätin Tamara Spiric, ein Frauengeschichtsmuseum einzurichten. Als erstes Frauenmuseum in Schweden wurde es im November 2014 eröffnet. Es verfügt über anpassbare Ausstellungsflächen und 700 Quadratmeter Fläche. Das Museum befindet sich in der vierten Etage im zwischen 2011 und 2014 erbauten Kulturzentrum Väven. Der Komplex erstreckt sich über den größten Teil des Blocks Heimdal und liegt im Zentrum von Umeå, zwischen der Straße Storgatan und dem Fluss Ume älv. Er umfasst neben dem Museum für Frauengeschichte unter anderem Studios, ein Kinderkulturzentrum, ein Theater, die Stadtbibliothek Umeå und ein Kino.
Zweck des Museums ist es, sowohl frauenspezifische Geschichte als auch Gegenwart zu dokumentieren und Veränderungen in der Situation von Frauen global und lokal darzustellen sowie Machtverhältnisse zwischen Frauen und Männern in Vergangenheit und Gegenwart aufzuzeigen. Von 2014 bis 2019 war Rötter – En trasslig historia. En svart saga om makt & kön, historia & identitet („Wurzeln – Eine verworrene Geschichte. Eine düstere Geschichte über Macht und Geschlecht, Geschichte und Identität“) als Dauerausstellung zu sehen. Daneben werden Übersichtsausstellungen zu Themen wie Alter, Frauenrechte, #MeToo und Frauengeschichte gezeigt, aber auch Ausstellungen zu regionalen Themen oder bestimmten Bevölkerungsgruppen.
Das Logo des Museums bestand ab 2014 aus zwei großen x in Anlehnung an das spezifisch weibliche Chromosomenpaar x-x, im Oktober 2019 wurde es umgestaltet. 2019 war das Kvinnohistoriskt museum als eines von drei Museen für die Auszeichnung „Museum des Jahres“ nominiert. Im Jahr 2019 wurden 38766 Besucher verzeichnet, 2022 waren es 38132. Das Museum ist seit 2021 Mitglied im Riksförbundet Sveriges museer (Verband schwedischer Museen).

## Ausstellungen (Auswahl)

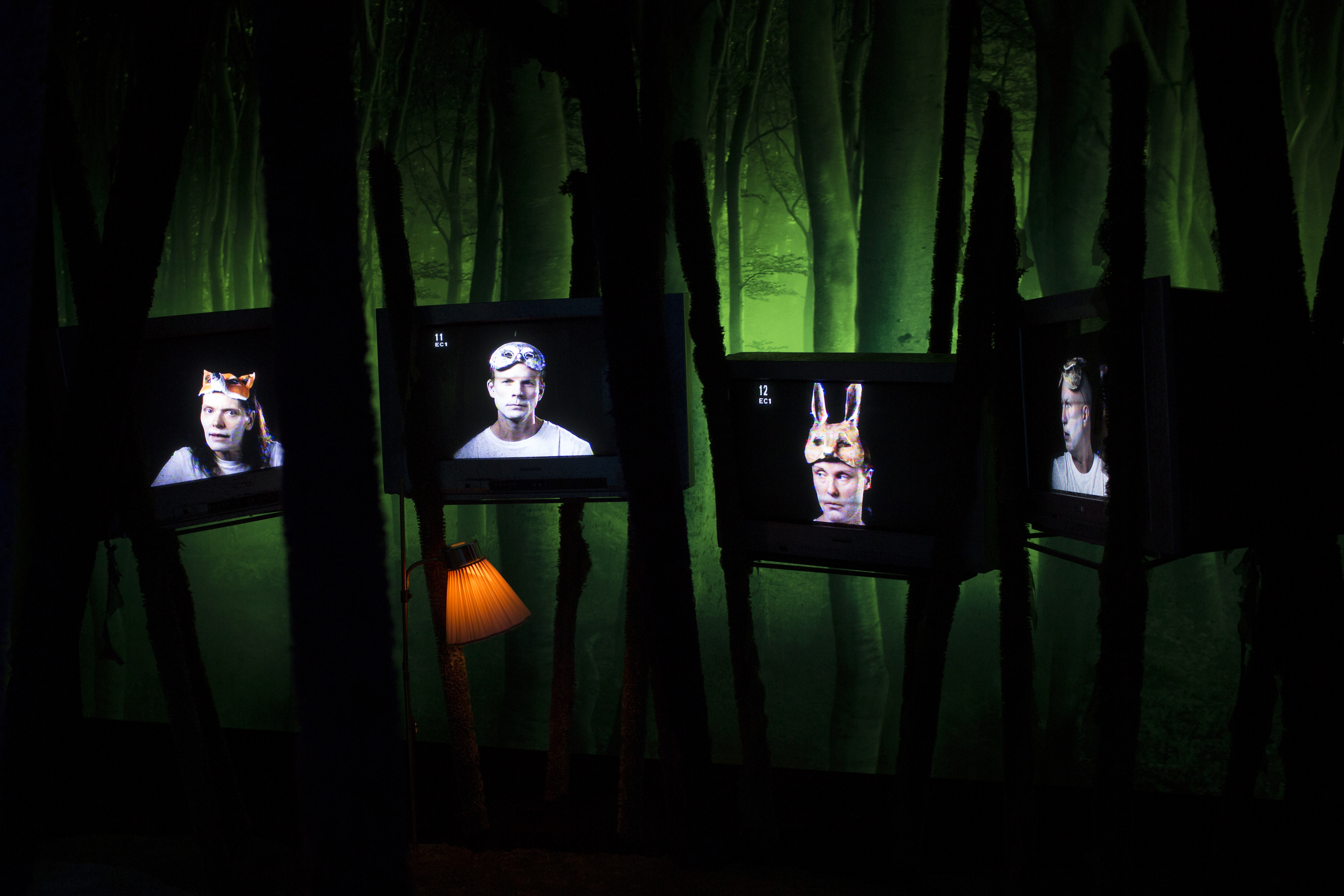
Rötter, 2014

- 2014–2019: Rötter – En trasslig historia. En svart saga om makt & kön, historia & identitet („Wurzeln – Eine verworrene Geschichte. Eine düstere Geschichte über Macht und Geschlecht, Geschichte und Identität“)
- 2014/15: En ropande tystnad. Om ålder, kvinnor och historia („Ein lautstarkes Schweigen. Über Alter, Frauen und Geschichte“)
- 2015: About: the blank pages
- 2016/17: Berättelser i en stad („Geschichten in einer Stadt“)
- 2017: Bröst. Fotografier av Elisabeth Ohlson Wallin („Brust. Fotografien von Elisabeth Ohlson Wallin“)
- 2017: Interruptions. Cooper & Gorfer
- 2017/18: Upphovsmannen är en kvinna („Der Urheber ist eine Frau“). Alma Haag, Ellen Dahlberg, Ragnhild Haarstad[11]
- 2020/21: Rösträtt för Kvinnor („Wahlrecht für Frauen“)
- 2021/23: Haenyeo. Havets kvinnor („Haenyo. Frauen vom Meer“)
- 2022/24: #metoo
- 2023/24: Skratt & Blodigt Allvar. Feministiska svenska tecknade serier („Lachen und blutiger Ernst. Feministische schwedische Cartoons“)[6]